# Kamaräv
Kamaräv (Vulpes chama) är ett rovdjur i familjen hunddjur (Canidae) som förekommer i södra Afrika.

## Kännetecken
Vuxna individer av arten har en svartaktig till silvergrå päls och ibland gulaktiga eller rödaktiga områden vid sidorna eller buken. Svansens spets är svart och även i ansiktet kan några mörka fläckar förekomma. Djuret når en kroppslängd (huvud och bål) mellan 45 och 61 centimeter och en vikt mellan 2 och 4 kilogram. Svansen är 30 till 40 centimeter lång. Kamaräv har en mankhöjd av cirka 36 centimeter.
På den täta underullen finns mjuka täckhår. När individerna byter päls mellan oktober och december tappas täckhåren och räven ser nästan naken ut. Arten har för sin storlek långa böjda hörntänder. Tandformeln är I 3/3 C 1/1 P 4/4 M 2/3, alltså 42 tänder.

## Utbredning
Djurets utbredningsområde sträcker sig från sydvästra Angola över Namibia, Sydafrika och Botswana till Swaziland. Habitatet utgörs av savanner, halvöknar och klippiga områden. ibland besöks öppna skogar. I bergstrakter når arten 1500 meter över havet.

## Levnadssätt
Kamaräven lever vanligen i par men efter föda söker varje individ ensam. Revir av olika par kan överlappa varandra med undantag av ett område kring lyan. Arten letar på natten efter föda och gräver därför ofta i marken. Som de flesta rävar är arten allätare och livnär sig huvudsakligen av mindre däggdjur och frukter. Dessutom ingår fåglar, mindre kräldjur och ryggradslösa djur som insekter i födan. De störst byten är harar och pipharar.
Lyan grävs antingen själv eller räven övertar bon som skapades av andra djur, till exempel av pipharar eller av jordsvin. Ibland används större bergssprickor som lya. Fasta parningstider finns inte hos alla populationer. Dräktigheten varar cirka 52 dagar och sedan föds två eller tre ungar, sällan upp till sex ungar. När ungarna kan äta fast föda får de även mat av fadern men honan är huvudansvarig för deras uppfostring.
Kamaräv faller själv offer för större rovdjur som ökenlo (Caracal caracal) eller schabrakschakal (Canis mesomelas).

## Systematik
Kamaräv beskrevs 1833 av den brittiska naturforskaren Andrew Smith. Den är en av elva arter i släktet Vulpes. Enligt en studie från 1999 är kamaräv närmast släkt med indisk räv (Vulpes bengalensis) och sandräv (Vulpes pallida). Tillsammans bidar dessa tre arter systergruppen till de andra rävarna i släktet.